# DeKalb County (Alabama)
Das DeKalb County ist ein County im US-Bundesstaat Alabama der Vereinigten Staaten. Der Verwaltungssitz (County Seat) ist Fort Payne. Das County gehört zu den Dry Countys, was bedeutet, dass der Verkauf von Alkohol eingeschränkt oder verboten ist.

## Geographie
Das County im Nordosten von Alabama, grenzt im Osten an Georgia, ist im Norden etwa 40 km von Tennessee entfernt und hat eine Fläche von 2017 Quadratkilometern, wovon zwei Quadratkilometer Wasserfläche sind. Es grenzt im Uhrzeigersinn an folgende Countys: Cherokee County, Etowah County, Marshall County und Jackson County.

## Geschichte
DeKalb County wurde am 9. Januar 1836 auf Beschluss der State Legislature aus Land der Cherokee-Indianer gebildet, das diese kurz zuvor im Vertrag von New Echota abgetreten hatten. Viele von ihnen weigerten sich, ihre Heimat zu verlassen und wurden in den folgenden Jahren auf dem Pfad der Tränen nach Westen deportiert. Benannt wurde es nach General John Baron DeKalb, einem deutschamerikanischen General, der im Amerikanischen Unabhängigkeitskrieg diente und bei der Schlacht bei Camden tödlich verwundet wurde. Wie viele andere Countys im Norden von Alabama war es gegen die Sezession der Südstaaten. Während des folgenden Bürgerkriegs fanden hier keine Gefechte von Bedeutung statt, jedoch kampierte die Unionsarmee beim Anmarsch zur Schlacht von Chattanooga in der kleinen Ortschaft Valley Head. Im Jahr 1876 wurde Fort Payne der insgesamt sechste County Seat und ist es bis heute. Im April 2011 starben bei einem Tornado Outbreak, der den amerikanischen Südosten mit historisch einmaliger Stärke traf, 33 Menschen im County.

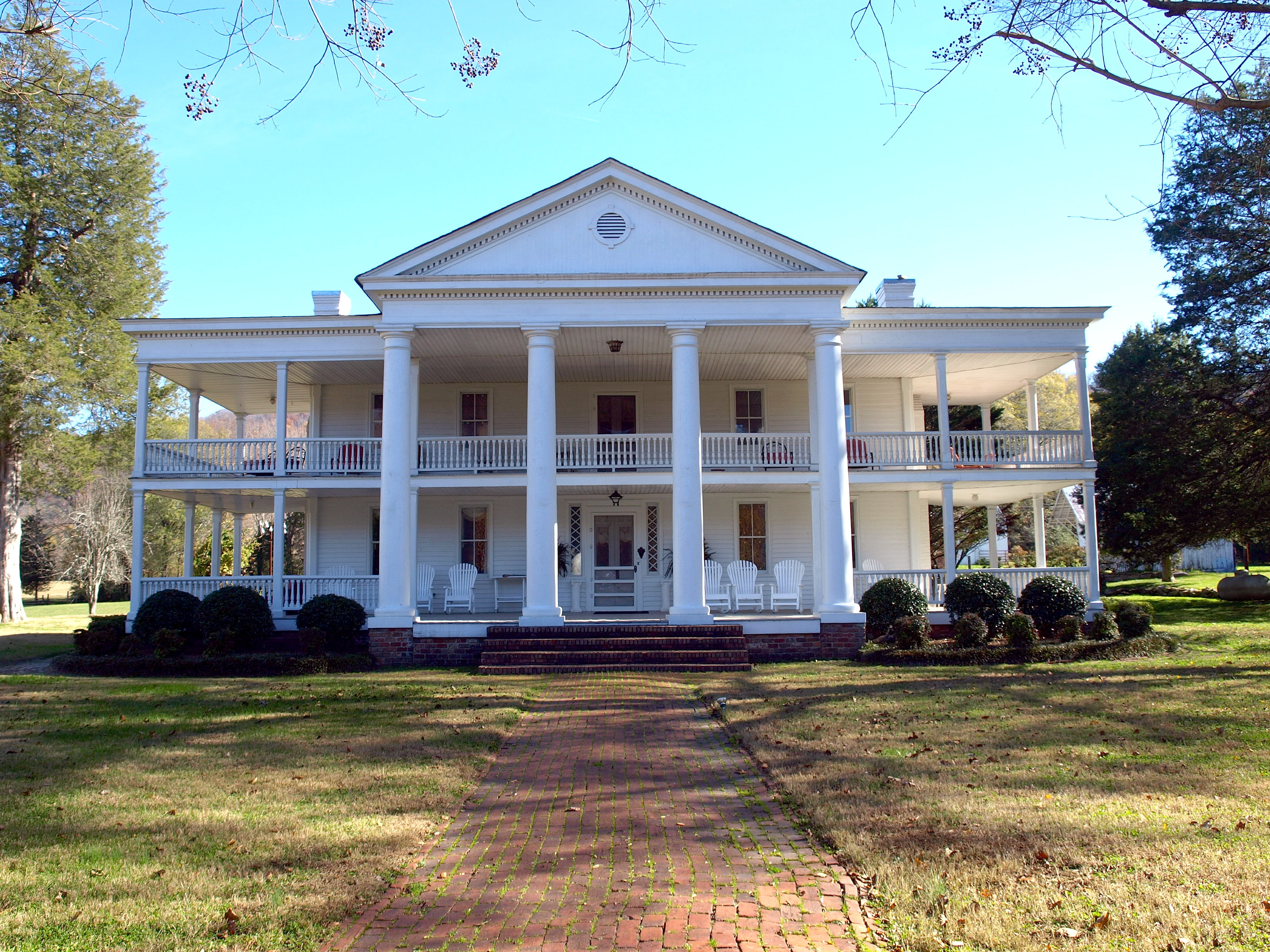
Winston Place ist seit März 1987 im NRHP eingetragen.

Zwölf Bauwerke und Stätten im County sind im National Register of Historic Places (NRHP) eingetragen (Stand 1. April 2020), darunter die Alabama Builders’ Hardware Manufacturing Company, der Fort Payne Boom Town Historic District und die Residenz Winston Place.

## Demographische Daten

Alterspyramide des DeKalb County

Nach der Volkszählung im Jahr 2000 lebten im DeKalb County 64.452 Menschen. Davon wohnten 864 Personen in Sammelunterkünften, die anderen Einwohner lebten in 25.113 Haushalten und 18.432 Familien. Die Bevölkerungsdichte betrug 32 Einwohner pro Quadratkilometer. Ethnisch betrachtet setzte sich die Bevölkerung zusammen aus 92,55 Prozent Weißen, 1,68 Prozent Afroamerikanern, 0,80 Prozent amerikanischen Ureinwohnern, 0,19 Prozent Asiaten, 0,06 Prozent Bewohnern aus dem pazifischen Inselraum und 3,10 Prozent aus anderen ethnischen Gruppen; 1,62 Prozent stammten von zwei oder mehr Ethnien ab. 5,55 Prozent der Bevölkerung waren spanischer oder lateinamerikanischer Abstammung.
Von den 25.113 Haushalten hatten 33,2 Prozent Kinder und Jugendliche unter 18 Jahren, die bei ihnen lebten. In 59,5 Prozent lebten verheiratete, zusammen lebende Paare, 9,9 Prozent waren allein erziehende Mütter, 26,6 Prozent waren keine Familien, 23,8 Prozent aller Haushalte waren Singlehaushalte und in 10,8 Prozent lebten Menschen im Alter von 65 Jahren oder darüber. Die Durchschnittshaushaltsgröße betrug 2,53 und die durchschnittliche Familiengröße betrug 2,98 Personen.
24,7 Prozent der Bevölkerung waren unter 18 Jahre alt, 9,2 Prozent zwischen 18 und 24, 29,1 Prozent zwischen 25 und 44, 23,2 Prozent zwischen 45 und 64 und 13,8 Prozent waren 65 Jahre oder älter. Das Durchschnittsalter betrug 36 Jahre. Auf 100 weibliche Personen kamen 95,6 männliche Personen und auf Frauen im Alter von 18 Jahren und darüber kamen 92,5 Männer.
Das jährliche Durchschnittseinkommen eines Haushalts betrug 30.137 USD, das Durchschnittseinkommen einer Familie 35.801 USD. Männer hatten ein Durchschnittseinkommen von 28.878 USD, Frauen 19.103 USD. Das Prokopfeinkommen betrug 15.818 USD. 11,7 Prozent der Familien und 15,4 Prozent der Einwohner lebten unterhalb der Armutsgrenze.

## Orte im DeKalb County
- Adamsburg
- Alpine
- Arona
- Bankhead
- Battelle
- Beaty Crossroads
- Biddle Crossroads
- Brooks Crossroads
- Chavies
- Chigger Hill
- Collbran
- Collinsville
- Copeland Bridge
- Council Bluff
- Crossville
- Dawson
- Dog Town
- Douglas
- Elliott Crossroads
- Fairview
- Fisher Crossroads
- Five Forks
- Flanders
- Fort Payne
- Fyffe
- Gann Crossroad
- Geraldine
- Gibson Crossroads
- Gilbert Crossroads
- Grove Oak
- Guest
- Hammondville
- Henagar
- High Point
- Hopewell
- Horton
- Hughes Mill
- Ider
- Kaolin
- Keith
- Killian Mill
- Kilpatrick
- Lakeview
- Lakewood
- Lands Crossroads
- Lathamville
- Lebanon
- Liberty
- Loveless
- Luttrell
- Lydia
- Mahan Crossroads
- McKestes
- Mentone
- Minvale
- Moores Crossroads
- Mount Olive
- Mount Vernon
- New Home
- Oak Grove
- Oak Hill
- Old Blevins Mill
- Ophir
- Painter
- Pea Ridge Crossroads
- Peeks Corner
- Pine Ridge
- Plainview
- Pleasant Hill
- Pope
- Portersville
- Powell
- Powells Crossroads
- Pumpkin Center
- Rainsville
- Riverdale
- Rodentown
- Rogers
- Rogers
- Shiloh
- Sigsbee
- Skaggs Corner
- Skirum
- South Hill
- Stamp
- Sulphur Springs
- Sylvania
- Ten Broeck
- Townsend Crossroads
- Valley Head
- Whiton
- Wills Valley
- Yorks Mill